# Jeremy Renner
Jeremy Lee Renner (Modesto, 7 de gener de 1971) és un actor, actor de doblatge, productor de cinema i músic estatunidenc.
Va començar la seva carrera apareixent en pel·lícules independents com Dahmer (2002) i Neo Ned (2005), després papers secundaris en pel·lícules més importants, com Els homes de Harrelson (S.W.A.T. -2003) i 28 Weeks Later (2007). Renner va ser nominat al premi de l'Acadèmia al millor actor per la seva actuació a En terra Hostil (2008) i al premi de l'Acadèmia al millor actor secundari per la seva actuació a The Town (2010).
La seva interpretació de Clint Barton / Hawkeye, membre dels Avengers en diverses pel·lícules i sèries de televisió de Marvel Universe a partir de la pel·lícula Thor del 2011, que va portar al paper principal a la sèrie de Disney + Hawkeye (2021). També va aparèixer a Mission: Impossible – Ghost Protocol (2011), The Bourne Legacy (2012), Hansel and Gretel: Witch Hunters (2013), American Hustle (2013), Mission: Impossible – Rogue Nation (2015) i Arrival (2016).

## Biografia
Va iniciar la seva carrera com a actor el 1995 amb aparicions en diversos projectes de la seva universitat i posteriorment com a protagonista de films independents, entre ells Dahmer (2002), en què la seva actuació va rebre una bona crítica. Guanyà reconeixement a la indústria al protagonitzar l'aclamada pel·lícula The Hurt Locker (2008), que li va valer una nominació als Premis Óscar com a millor actor, així com a altres guardons, entre ells el BAFTA i el SAG (Premi del Sindicat d'Actors de Cinema). El 2009, va formar part de l'elenc principal de la sèrie The Unusuals i la National Board of Review ho va reconèixer amb el premi a l'actor revelació per la seva projecció a la indústria del cinema,
La seva aparició al film The Town (2010), li va permetre ser nominat per segona vegada a l'Óscar, aquesta vegada com a millor actor de repartiment. Després d'això, va aconseguir més notorietat a la indústria en personificar Hawkeye a l'Univers cinematogràfic de Marvel com a protagonista a les pel·lícules The Avengers (2012), Avengers: Age of Ultron (2015), Captain America: Civil War (2016) i Avengers: Endgame (2019), que van rebre el reconeixement de la crítica i van trencar rècords a taquilla. Així mateix, va aparèixer a Mission: Impossible – Ghost Protocol (2011) i Mission: Impossible – Rogue Nation (2015), ambdues igualment reeixides. També ha figurat en altres films elogiats per la crítica com American Hustle (2013), Arrival (2016) i Wind River (2017). Les seves pel·lícules sumen més de 8 mil milions de dòlars recaptats, xifra que el converteix en un dels actors més taquillers de la història.
A la televisió, va donar vida a Hawkeye a la minisèrie homònima basada en el personatge i igualment va protagonitzar Mayor of Kingstown. Fora de l'actuació, destaca com a multiinstrumentista, cantant temes per a les bandes sonores de les produccions on apareix. També ha llançat dos extended plays titulats The Medicine (2020) i Live For Now (2020). D'altra banda, és propietari d'una petita empresa de renovació de llars i ha donat suport a diverses fundacions benèfiques.

## Filmografia

### Pel·lícules
| Any  | Títol                                                      | Paper                              | Notes           |
| ---- | ---------------------------------------------------------- | ---------------------------------- | --------------- |
| 1995 | National Lampoon's Senior Trip                             | Mark "Dags" D'Agastino             |                 |
| 1996 | Paper Dragons                                              | Jack                               |                 |
| 2001 | Fish in a Barrel                                           | Remy                               |                 |
| 2002 | Dahmer                                                     | Jeffrey Dahmer                     |                 |
| 2002 | Monkey Love                                                | Dil                                |                 |
| 2003 | S.W.A.T.                                                   | Brian Gamble                       |                 |
| 2004 | The Heart Is Deceitful Above All Things                    | Emerson                            |                 |
| 2005 | A Little Trip to Heaven                                    | Fred                               |                 |
| 2005 | North Country                                              | Bobby Sharp                        |                 |
| 2005 | 12 and Holding                                             | Gus Maitland                       |                 |
| 2005 | Neo Ned                                                    | Ned                                |                 |
| 2005 | Lords of Dogtown                                           | Jay Adams Manager                  | Uncredited      |
| 2006 | Love Comes to the Executioner                              | Chick Prigusivac                   |                 |
| 2007 | The Assassination of Jesse James by the Coward Robert Ford | Wood Hite                          |                 |
| 2007 | 28 Weeks Later                                             | Sergeant Doyle                     |                 |
| 2007 | Take                                                       | Saul                               |                 |
| 2008 | The Hurt Locker                                            | Sergeant First Class William James |                 |
| 2009 | Ingenious                                                  | Sam                                | aka Lightbulb   |
| 2010 | The Town                                                   | James "Jem" Coughlin               |                 |
| 2011 | Mission: Impossible – Ghost Protocol                       | William Brandt                     |                 |
| 2011 | Thor                                                       | Clint Barton / Hawkeye             | Cameo           |
| 2012 | The Avengers                                               | Clint Barton / Hawkeye             |                 |
| 2012 | The Bourne Legacy                                          | Aaron Cross / Kenneth J. Kitsom    |                 |
| 2013 | Hansel & Gretel: Witch Hunters                             | Hansel                             |                 |
| 2013 | The Immigrant                                              | Orlando the Magician               |                 |
| 2013 | American Hustle                                            | Carmine Polito                     |                 |
| 2014 | Kill the Messenger                                         | Gary Webb                          | També productor |
| 2015 | Mission: Impossible – Rogue Nation                         | William Brandt                     |                 |
| 2015 | Avengers: Age of Ultron                                    | Clint Barton / Hawkeye             |                 |
| 2016 | Captain America: Civil War                                 | Clint Barton / Hawkeye             |                 |
| 2016 | Arrival                                                    | Ian Donnelly                       |                 |
| 2017 | Wind River                                                 | Cory Lambert                       |                 |
| 2017 | The House                                                  | Tommy Papouli                      | Cameo           |
| 2018 | Tag                                                        | Jerry Pierce                       |                 |
| 2019 | Arctic Dogs                                                | Swifty                             | Veu             |
| 2019 | Avengers: Endgame                                          | Clint Barton / Hawkeye             |                 |
| 2021 | Black Widow                                                | Clint Barton / Hawkeye             | Veu             |
| 2021 | Back Home Again                                            | Lieutenant Timber                  | Veu             |
| 2022 | Glass Onion: A Knives Out Mystery                          | Ell mateix                         | Cameo           |

### Televisió
| Any          | Títol                          | Paper                                    | Notes                                   |
| ------------ | ------------------------------ | ---------------------------------------- | --------------------------------------- |
| 1995         | Deadly Games                   | Tod                                      | 1 episodi                               |
| 1996         | Strange Luck                   | Jojo Picard                              | 1 episodi                               |
| 1996         | A Friend's Betrayal            | Simon                                    | Pel·lícula per televisió                |
| 1997         | A Nightmare Come True          | Steven Zarn                              | Pel·lícula per televisió                |
| 1998         | To Have & to Hold              | Ted Fury                                 | 1 episodi                               |
| 1999         | The Net                        | Ted Nida                                 | 1 episodi                               |
| 1999         | Time of Your Life              | Taylor                                   | 1 episodi                               |
| 2000         | Angel                          | Penn                                     | 1 episodi                               |
| 2001         | CSI: Crime Scene Investigation | Roger Jennings                           | 1 episodi                               |
| 2003         | The It Factor                  | Ell mateix                               | Reality TV                              |
| 2007         | House                          | Jimmy Quidd                              | 1 episodi                               |
| 2009         | The Unusuals                   | Detective Jason Walsh                    | Paper principal, 10 episodes            |
| 2011         | Robot Chicken                  | Sergeant First Class William James (veu) | 1 episodi                               |
| 2012         | Saturday Night Live            | Ell mateix (host)                        | Episodi: "Jeremy Renner/Maroon 5"       |
| 2014         | The World Wars                 | Narrador (veu)                           | Miniseries, 3 episodis                  |
| 2014         | Louie                          | Jeff Davis                               | 1 episodi                               |
| 2021         | What If...?                    | Clint Barton / Hawkeye (veu)             | 3 episodis                              |
| 2021         | Hawkeye                        | Clint Barton / Hawkeye                   | Paper principal; miniseries, 6 episodis |
| 2021–present | Mayor of Kingstown             | Mike McClusky                            | Paper principal                         |

## Premis i nominacions

### Premis Oscar
| Any  | Categoria              | Pel·lícula                  | Resultat |
| ---- | ---------------------- | --------------------------- | -------- |
| 2010 | Millor actor           | En terra hostil             | Nominat  |
| 2011 | Millor actor secundari | The town: Ciutat de lladres | Nominat  |

### Globus d'Or
| Any  | Categoria              | Pel·lícula                  | Resultat |
| ---- | ---------------------- | --------------------------- | -------- |
| 2011 | Millor actor secundari | The town: Ciutat de lladres | Nominat  |

### Premis BAFTA
| Any  | Categoria    | Pel·lícula      | Resultat |
| ---- | ------------ | --------------- | -------- |
| 2010 | Millor actor | En terra hostil | Nominat  |

## Vida personal
Renner es va casar amb la model canadenca Sonni Pacheco el 13 de gener de 2014. Renner i Pacheco tenen una filla. El 30 de desembre de 2014, Pacheco va sol·licitar el divorci de Renner, citant diferències irreconciliables. Comparteixen la custòdia de la seva filla. Pacheco i la seva filla van fer un cameo a la pel·lícula American Hustle, en què Renner interpretava a Carmine Polito, l'alcalde de Camden, Nova Jersey.
Des de 2014, Renner viu al comtat de Washoe, Nevada, a prop de la ruta estatal de Nevada 431 i de la Mount Rose Ski Tahoe. Té un negoci de renovació de cases amb el seu millor amic i company d'actor, Kristoffer Winters. Ha estudiat arts marcials eskrima i boxa tailandesa com a preparació per als seus papers a les franquícies Mission: Impossible i Avengers.
Renner és un fan dels San Francisco 49ers. Va narrar l'episodi de la sèrie documental de la NFL Network The Timeline "A Tale of Two Cities", que narra la història de la rivalitat de l'equip amb els Dallas Cowboys, i el vídeo introductori de la gran inauguració del Levi's Stadium.
L'1 de gener de 2023, Renner va ser hospitalitzat després d'un accident en el qual va patir un traumatisme toràcic contundent així com lesions al sistema musculoesquelètic després de ser atropellat i atropellat per la seva llevaneu a casa seva. Segons el xèrif del comtat de Washoe, el llevaneus en qüestió era un gat de neu "extremadament gran" amb un pes de 6.500 kg. Renner va ser traslladat en helicòpter a un hospital local. Un representant va dir que es trobava en "estat crític però estable". A partir del 2 de gener, havia estat operat i va romandre a la unitat de cures intensives en estat crític. El 3 de gener, Renner va publicar una selfie al seu compte d'Instagram agraint als fans el seu suport i afirmant que encara estava massa ferit per escriure.